# Pachyglossa everetti
Pica-flor-de-dorso-castanho (Pachyglossa everetti) é uma espécie de ave da família Dicaeidae.
Pode ser encontrada nos seguintes países: Brunei, Indonésia e Malásia.
Os seus habitats naturais são: florestas subtropicais ou tropicais húmidas de baixa altitude e florestas de mangal tropicais ou subtropicais.
Está ameaçada por perda de habitat.